# Inger Aufles
Inger Reidun Aufles (Sylte, 29 mei 1941) is een Noors langlaufster. 

## Carrière
Aufles won met de Noorse ploeg de zilveren medaille op de estafette tijdens de wereldkampioenschappen in 1966. Aufles behaalde haar grootste successen tijdens de Olympische Winterspelen 1968 in het Franse Grenoble met het winnen van de gouden medaille op de estafette en de bronzen medaille op de 10 kilometer. Vier jaar later in het Japanse Sapporo won Aufles de bronzen medaille op de estafette.

## Belangrijkste resultaten

### Olympische Winterspelen
| Editie | Plaats   | Resultaten                       |
| ------ | -------- | -------------------------------- |
| 1968   | Grenoble | 7e 5 km · 10 km · estafette      |
| 1972   | Sapporo  | 12e 5 km · 12e 10 km · estafette |

### Wereldkampioenschappen langlaufen
| Jaar | Plaats   | Resultaten                       |
| ---- | -------- | -------------------------------- |
| 1966 | Oslo     | estafette                        |
| 1968 | Grenoble | 7e 5 km · 10 km · estafette      |
| 1972 | Sapporo  | 12e 5 km · 12e 10 km · estafette |